# Mycalesis tira
Mycalesis tira är en fjärilsart som beskrevs av Waterhouse och Charles Lyell 1914. Mycalesis tira ingår i släktet Mycalesis och familjen praktfjärilar. Inga underarter finns listade i Catalogue of Life.